# 中環至半山自動扶梯

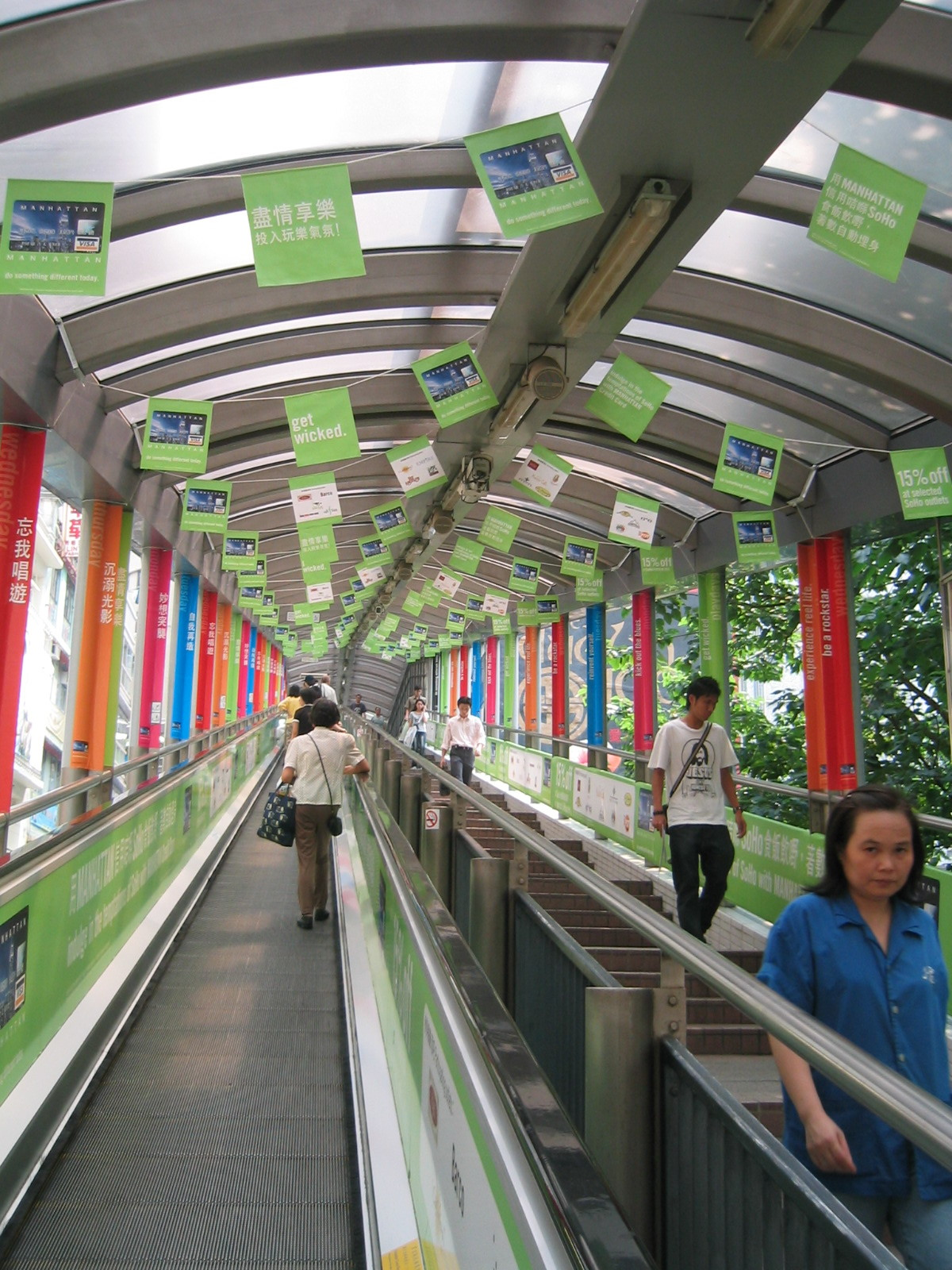

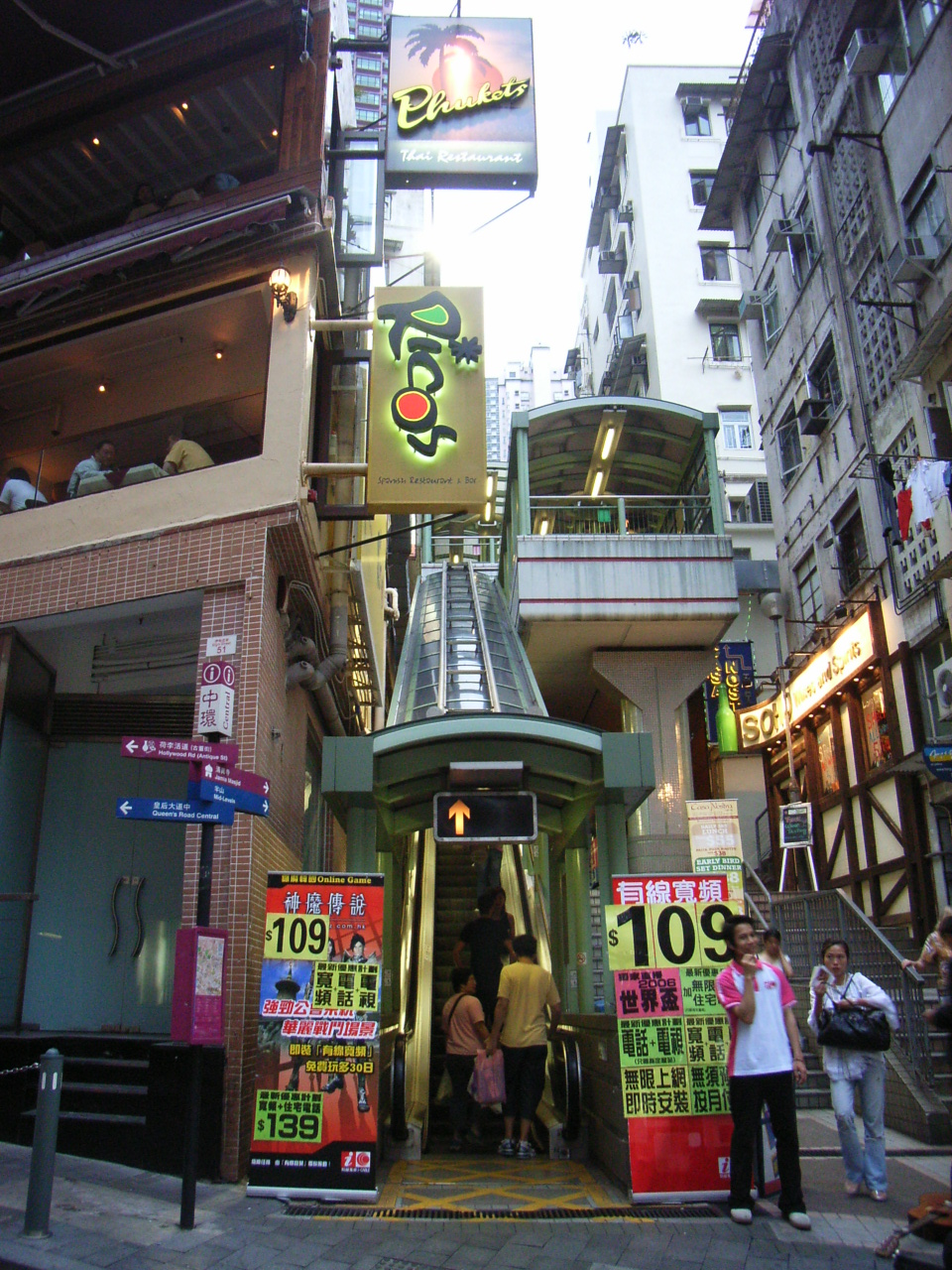

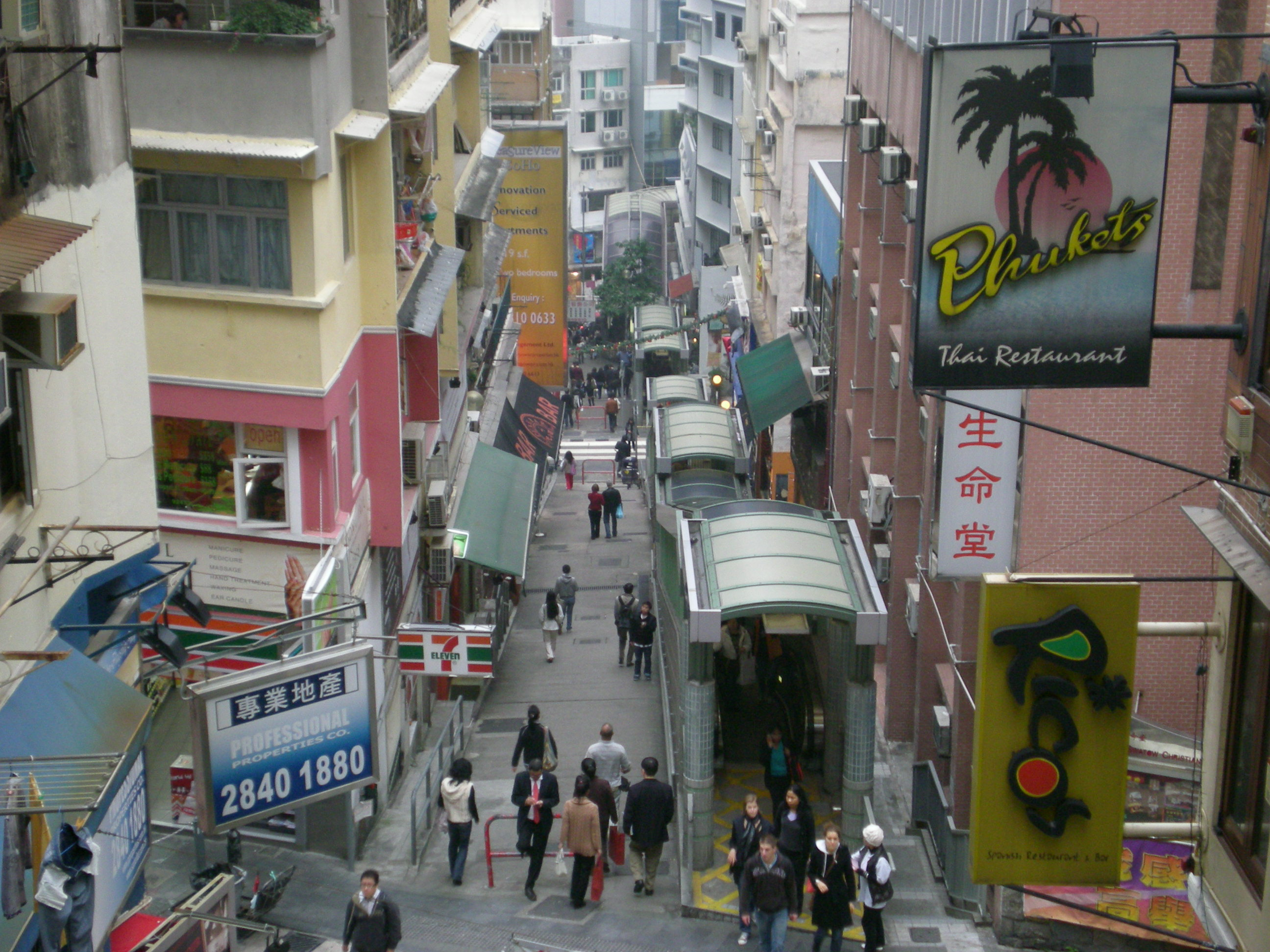

中環至半山自動扶梯（英語: Mid-Levels Escalator ミッドレベルズ・エスカレーター、もしくは Hillside Escalator ヒルサイド・エスカレーター）は、香港島のビジネス街中環から、骨董街と英国植民地時代の建築物が立ち並ぶ荷李活道（ハリウッドロード）を横切り、ソーホーを抜けて高台の高級住宅地「半山区」（ミッドレベルズ）にいたるエスカレーターである。

## 概要
高低差135m、全長800mを合計23基のエスカレーターで約23分かけて乗り継ぐこの長さは、世界一の長さといわれている。
この施設の建設者および管理者は、香港政府運輸署（日本の国土交通省に当たる）であり、法的には、交通機関という位置づけになっている。
もともとは半山区の住民が、中環へ通勤や買い物をするための利便を図るために作られたエスカレーターである。それゆえ、通常は上り運転（中環から半山区方向）であるが、朝の通勤時間帯のみ、下り運転（半山区から中環方向）に運転される。
しかしながら、映画『恋する惑星』『ポリス・ストーリー/香港国際警察』などの舞台として登場すると、観光名所として脚光を浴びるようになり、このエスカレーターそのものが旅行ガイドに掲載されるようになっただけでなく、中途にやはりソーホーなどの観光資源があることから、観光客の利用が多くなっている。
エスカレーター沿いは、所狭しと商店や住宅が密集し、中国に返還されてからも西洋風の町並みが広がり、独特の景観を見せている。メキシコ風の店、インド料理店、足つぼマッサージの店、レコード店などが軒を連ねている。